# A song is born
《a song is born》（生命頌歌）為日本歌手濱崎步&KEIKO（globe的主唱）的對唱單曲，2001年12月12日於日本avex trax發售。

## 說明
2001年，KEIKO與濱崎步首次合作，兩人攜手推出單曲—a song is born(生命頌歌)。發片當天就登上ORICON單曲排行榜榜首的位置。駭人聽聞的911恐怖事件導發了小室哲哉產生了創作這首歌曲的念頭，並擔任編曲和製作人，而歌詞則由濱崎步親自填寫，是首不可多得的好作品。事後濱崎步表示KEIKO是最有魅力的女人之一。

## 收錄歌曲
1. a song is born (original mix)
作詞：濱崎步 / 作曲・編曲：小室哲哉
2. a song is born (tv-mix) ※1.KARAOKE版